# Proacidalia boreas
Proacidalia boreas är en fjärilsart som beskrevs av Arthur Francis Hemming 1942. Proacidalia boreas ingår i släktet Proacidalia och familjen praktfjärilar. Inga underarter finns listade i Catalogue of Life.